# Pavetta hymenophylla
Pavetta hymenophylla är en måreväxtart som beskrevs av Cornelis Eliza Bertus Bremekamp. Pavetta hymenophylla ingår i släktet Pavetta och familjen måreväxter. Inga underarter finns listade i Catalogue of Life.